# لويس أرماند (كاتب)
لويس أرماند (بالإنجليزية: Louis Armand)‏ هو فنان تشكيلي وفنان وكاتب أسترالي، ولد في 1972.